# Edouard Malou
Edouard Pierre Joseph Malou, ook Malou-Vergauwen, (Ieper, 1 april 1791 - aldaar, 23 mei 1849) was een Belgisch senator.

## Biografie

### Familie
Edouard Malou was een zoon van handelaar Pierre Malou en Marie-Louise Riga. Hij was een broer van senator Jean-Baptiste Malou en een oom van bisschop van Brugge Jean-Baptiste Malou en premier Jules Malou. Hij trouwde met Marie-Angélique Vergauwen (1802-1869). Ze kregen twee dochters, met afstammelingen tot heden.
Hij was een schoonbroer van Jean Vergauwen-Goethals, lid van het Nationaal Congres en senator, en jhr. Franz Vergauwen, volksvertegenwoordiger en senator.

### Loopbaan
Malou werd in 1837 liberaal senator voor het arrondissement Ieper en vervulde dit mandaat tot aan zijn dood. Hij werd door zijn broer Jean-Baptiste opgevolgd.
Hij was ook luitenant-kolonel van de Burgerwacht.